# Najas guadalupensis
Najas guadalupensis là một loài thực vật có hoa trong họ Hydrocharitaceae. Loài này được (Spreng.) Magnus mô tả khoa học đầu tiên năm 1870.